# Ksenoplata
Ksenoplata is een geslacht van vliesvleugeligen uit de familie Pteromalidae. De wetenschappelijke naam van dit geslacht is voor het eerst geldig gepubliceerd in 1965 door Boucek.

## Soorten
Het geslacht Ksenoplata omvat de volgende soorten:
- Ksenoplata medicaginis Boucek, 1965
- Ksenoplata quadrata Boucek, 1965